# Висотно-компенсувальний костюм

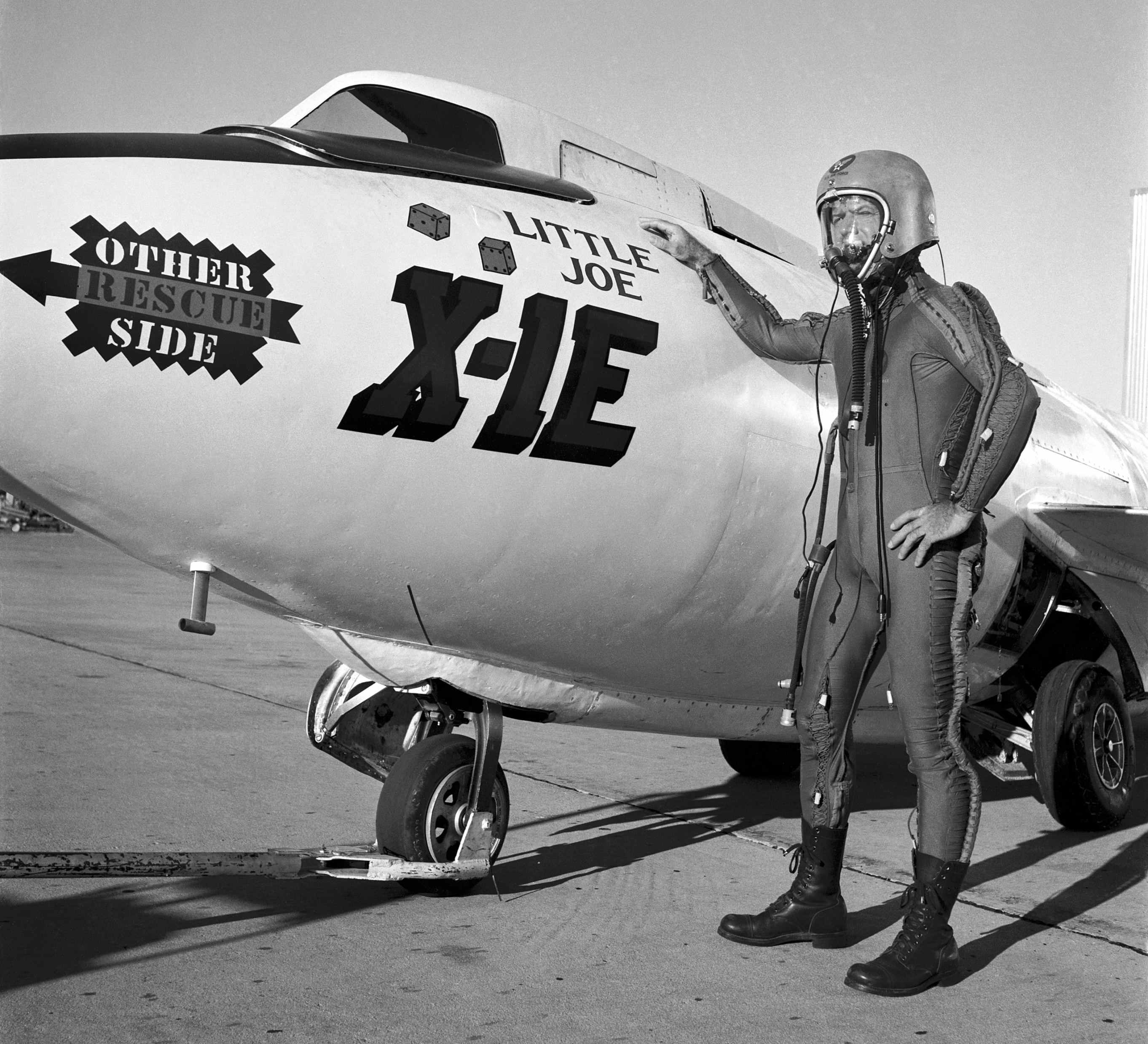
Льотчик-випробувач поряд з Bell X-1

Висо́тно-компенсу́вальний костю́м (ВКК) — індивідуальне спорядження льотчика для протидії низькому барометричному тиску у випадку розгерметизації кабіни на значних висотах. (Див. також Висотна хвороба та Лінія Армстронга)
Принцип дії — механічне стискання з питомим тиском, рівним тиску газу у легенях.
Складається з:
- комбінезону,
- кисневої маски або гермошолому
- натягувальних пристроїв з пневмокамерами

Починаючи з 1971 року (коли через розгерметизацію загинув екіпаж «Союзу-11») штатно застосовується екіпажами космічних кораблів класу «Союз». Займає у кабіні СА (спускного апарата) місця набагато менше, ніж повноцінний гермоскафандр, але на обмежений час може замінити його.

## Конструкція
Висотно-компенсувальний костюм є комбінезоном з рукавицями та шкарпетками, котрий щільно підганяється під фігуру льотчика шнурівкою, надягається та знімається за допомогою застібок типу «блискавка» та виготовляється з малорозтяжної, газопроникної (для покращення природної вентиляції костюму) тканини. Рівномірний, рівний тиску кисню у легенях, тиск на всю поверхню тіла людини забезпечується подаванням кисню під тиском у натяжні пристрої — пневмотрубки, розташовані у боковинах рукавів, холош та по спинці ВКК, та в дихально-компенсувальну камеру (так званий черевний компенсатор, розміщений під оболонкою комбінезона в районі грудної порожнини та живота і з'єднаний з системою дихання). Пневмотрубки збільшуються у діаметрі під час подавання до них тиску, натягують зав'язки, котрі стягують оболонку комбінезона та створюють механічний тиск на тіло.

## Галерея

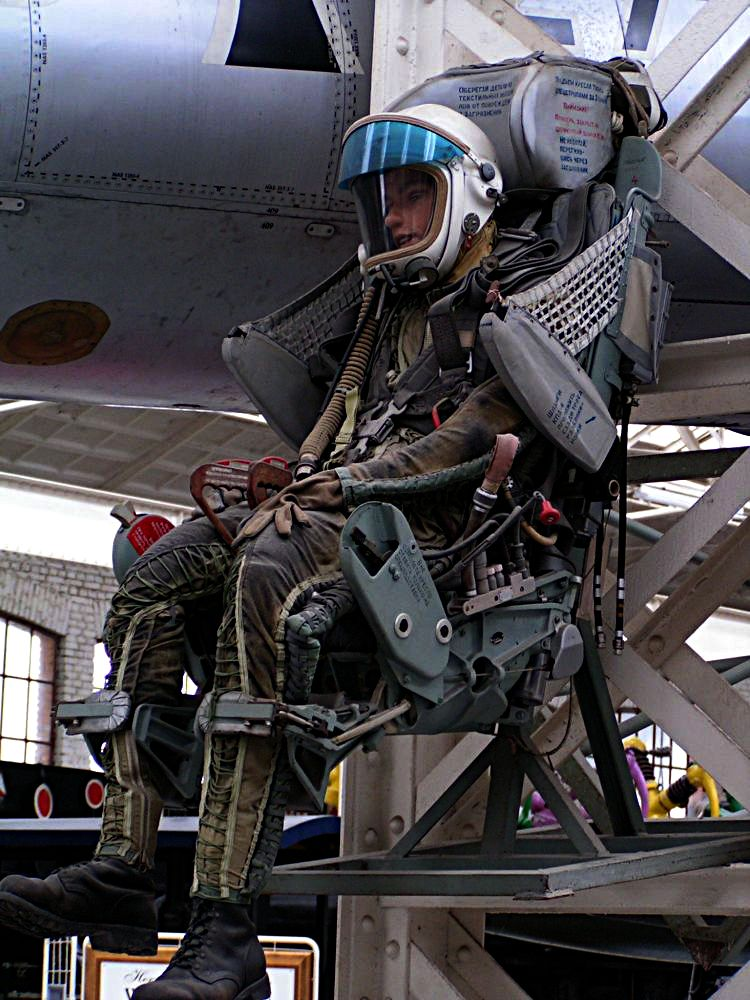
Крісло-катапульта винищувача МіГ-23 з манекеном у льотному екіпіруванні
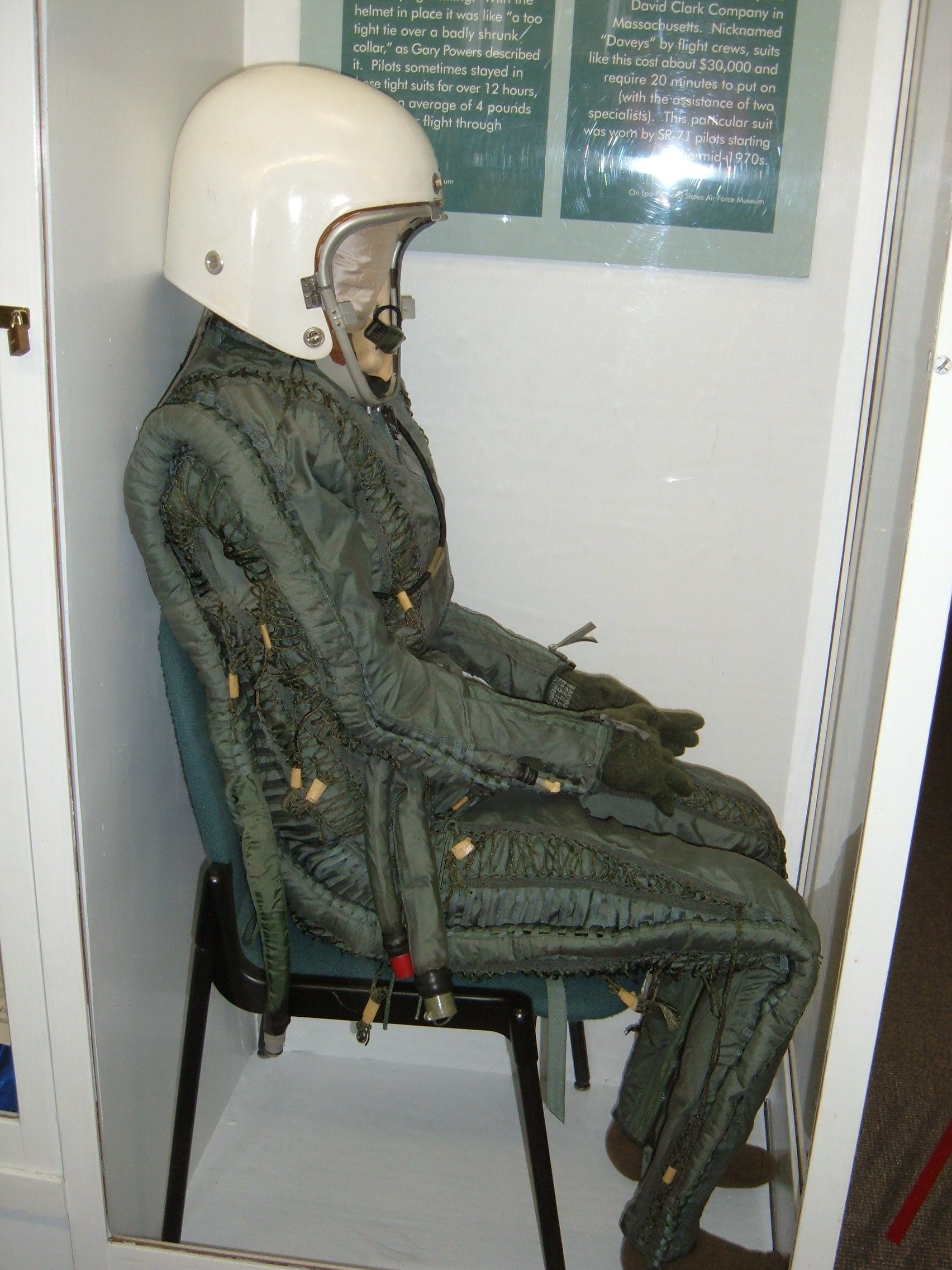
Американське спорядження пілотів U-2

У сучасній авіації застосовується комбінація ВКК та МРК (морського рятувального костюму), під індексом ВМСК.